# Boye Mafe
Boye Mafe (Golden Valley, 30 novembre 1998) è un giocatore di football americano statunitense che milita nel ruolo di defensive end per i Seattle Seahawks della National Football League (NFL).

## Carriera universitaria
Mafe passò la sua prima stagione a Minnesota come redshirt, poteva cioè allenarsi con la squadra ma non scendere in campo. L'anno seguente fece registrare 14 tackle e 3 sack. Nella stagione accorciata per la pandemia di COVID-19 nel 2020, Mafe fu menzione onorevole della Big Ten Conference dopo avere totalizzato 27 tackle e 4,5 sack in sei partite. Nel 2021, la sua ultima stagione nel college football, fu inserito nella seconda formazione ideale della Big Ten.

## Carriera professionistica
Mafe fu scelto nel corso del secondo giro (40º assoluto) del Draft NFL 2022 dai Seattle Seahawks. Debuttò come professionista subentrando nel Monday Night Football del primo turno vinto contro i Denver Broncos senza fare registrare alcuna statistica. La settimana successiva mise a segno il suo primo sack su Jimmy Garoppolo dei San Francisco 49ers. La sua stagione da rookie si chiuse con 41 tackle e 3 sack disputando tutte le 17 partite, di cui 3 come titolare.
Nel nono turno della stagione 2023 contro i Baltimore Ravens, Mafe pareggiò il record di franchigia di Michael Sinclair mettendo a segno un sack per la sesta settimana consecutiva. La settimana successiva si appropriò del primato solitario con un sack su Sam Howell nella vittoria sui Washington Commanders. Nel sedicesimo turno mise a referto 6 tackle (di cui 2 con perdita di yard) e 2 sack nella vittoria esterna sui Tennessee Titans. Chiuse la sua seconda annata, in cui fu uno dei giocatori più migliorati della squadra, guidando i Seahawks con 9 sack, oltre a 52 tackle, un fumble forzato e due recuperati in 16 presenze, tutte come titolare.
Mafe aprì la stagione 2024 con un sack e due tackle con perdita di yard nella vittoria sui Broncos. Nella settimana 7 con un sack forzó un fumble sul quarterback degli Atlanta Falcons Kirk Cousins che fu recuperato dal compagno Derick Hall e ritornato per 64 yard in touchdown.